# Тенаг
Тенаг (дав.-гр. Τενάγης) — персонаж давньогрецької міфології, один з синів Геліадів бога Геліоса та Роди, брат Електріони та Кірки.
Геліади перевершували інших людей у різних науках, особливо в астрології, зробили багато відкриттів в області мореплавання, а також розділили добовий час на години. Тенаг був самим обдарованим з них, за що був убитий через заздрощі чотирма своїми братами Макареєм, Актієм, Кандалом та Тріопом через заздрощі. Після того, як злочин розкрито, винні втекли з Родосу в різні грецькі регіони, а Охім та Керкаф, які не брали участь у вбивстві, залишились на острові.